# Mentuhotep I.
Mentuhotep I. je bio prvi faraon egipatske 11. dinastije, praotac te dinastije. Znan je i kao Montuhotep. Njegovo ime znači "Mentu (Montu) je zadovoljan". 
Mentu je ime egipatskog boga rata.

## Životopis
Mentuhotep je isprva bio lokalni egipatski princ u Tebi za vrijeme Prvog prijelaznog perioda. Postao je prvi priznati vladar jedanaeste dinastije.
Imao je relativno skromnu titulu "vrhovnog poglavara Gornjeg Egipta". Kasnije se proglasio kraljem cijelog Egipta. Naveden je kao nomarh u popisu kraljeva Tutmozisa III. koji čini dio spomenika "Dvorana predaka" u Karnaku.
Njegov je nadimak Tepia ("predak"). 

## Obitelj
Njegova supruga je bila Neferu I. Bio je otac Intefa I., svog nasljednika, te Intefa II., koji je također bio faraon. Bio je djed Intefa III. i njegove žene Iah.